# アレックス・オブライエン
アレックス・オブライエン（Alex O'Brien, 1970年3月7日 - ）は、アメリカ合衆国テキサス州アマリロ出身の元男子プロテニス選手。1999年全米オープン男子ダブルスで、セバスチャン・ラルーとペアを組んで優勝した。4大大会男子ダブルスでは、1996年全豪オープン・1997年全豪オープン・1995年全米オープンの準優勝もあった。自己最高ランキングはシングルス30位、ダブルス1位。ATPツアーでシングルス1勝、ダブルスで1999年全米オープンを含む13勝を挙げた。

## 経歴
1992年にプロ入り。1994年8月のシンシナティ・マスターズで、サンドン・ストールと組み、ATPツアーでダブルス初優勝を果たす。1995年全米オープン男子ダブルスでオブライエンはストールと組んで4大大会決勝に初進出したが、ウッディーズに3-6, 3-6で敗れて準優勝になった。1996年から、オブライエンは大半のトーナメントでセバスチャン・ラルーとペアを組むようになり、このペアで多くの好成績を出した。2人は1996年・1997年全豪オープン男子ダブルスの2年連続決勝進出を果たすが、1996年はステファン・エドベリ/ペトル・コルダ組、1997年はウッディーズに敗れ、2年連続で準優勝止まりに終わった。オブライエンとラルーは、1996年の男子テニスツアー年間最終戦ATPツアー選手権決勝でウッディーズに敗れた準優勝もある。
1998年の前半、オブライエンはしばらくラルーと離れて、同じアメリカのジョナサン・スタークやバイロン・ブラックなどとペアを組んでトーナメントに出場していた。同年秋にオブライエンとラルーは再び組み、1999年のシーズンに最盛期を迎える。1999年全米オープン男子ダブルスで、2人は決勝でマヘシュ・ブパシ/リーンダー・パエス組を7-6, 6-4で破り、4大大会初優勝を飾った。ラルーにとっては、全米決勝はサンドン・ストールと組んだ1995年以来4年ぶり2度目だった。2人は1996年・1997年全豪オープンで実現できなかった4大大会男子ダブルス優勝を、2年半ぶりの舞台で実現させた。年末のATPツアー選手権でも、オブライエンとラルーは決勝でブパシ/パエス組に連勝し、3年前に「ウッディーズ」に阻まれた最終戦優勝を果たした。
2000年から、オブライエンは同じアメリカのジャレッド・パーマーとペアを組むようになった。2000年5月8日付のATPランキングでダブルス1位になる。オブライエンとパーマーは、2000年全米オープン準決勝でレイトン・ヒューイット/マックス・ミルヌイ組に敗れた。2人は全米オープン終了後のシドニー五輪男子ダブルスにも出場したが、ここでは早期敗退に終わり、2回戦でバハマのマーク・ノールズ/マーク・マークレイン組に敗退した。2001年2月の全米国際インドアテニス選手権を最後にATPツアーのダブルス決勝から遠ざかり、ツアー成績が急降下した。2003年10月に33歳で現役を引退した後は、選手時代の1998年に故郷のテキサス州アマリロに設立した「アレックス・オブライエン・ユーステニス財団」でジュニア選手の育成に携わり、「リトルフィールド・ランチ」というステーキレストランも経営している。